# José Antonio Palomino
José Antonio Palomino Ortiz (Alicante, España, 22 de julio de 1973) es un exfutbolista y entrenador español de fútbol que se desempeñaba como centrocampista.
Desde agosto de 2014 es el director del fútbol base del Hércules de Alicante Club de Fútbol, cargo que compagina con la función de entrenador del equipo Cadete "A" del Hércules C.F., que disputa la Liga Cadete Autonómica de la Comunidad Valenciana.
Actualmente, entrenador del Callosa Deportiva del grupo 6 de la tercera RFEF.

## Clubes
| Club          | País   | Año       |
| ------------- | ------ | --------- |
| Hércules C.F. | España | 1991-2000 |
| Benidorm C.F. | España | 2000-2002 |